# Biblioteca di Alcatraz

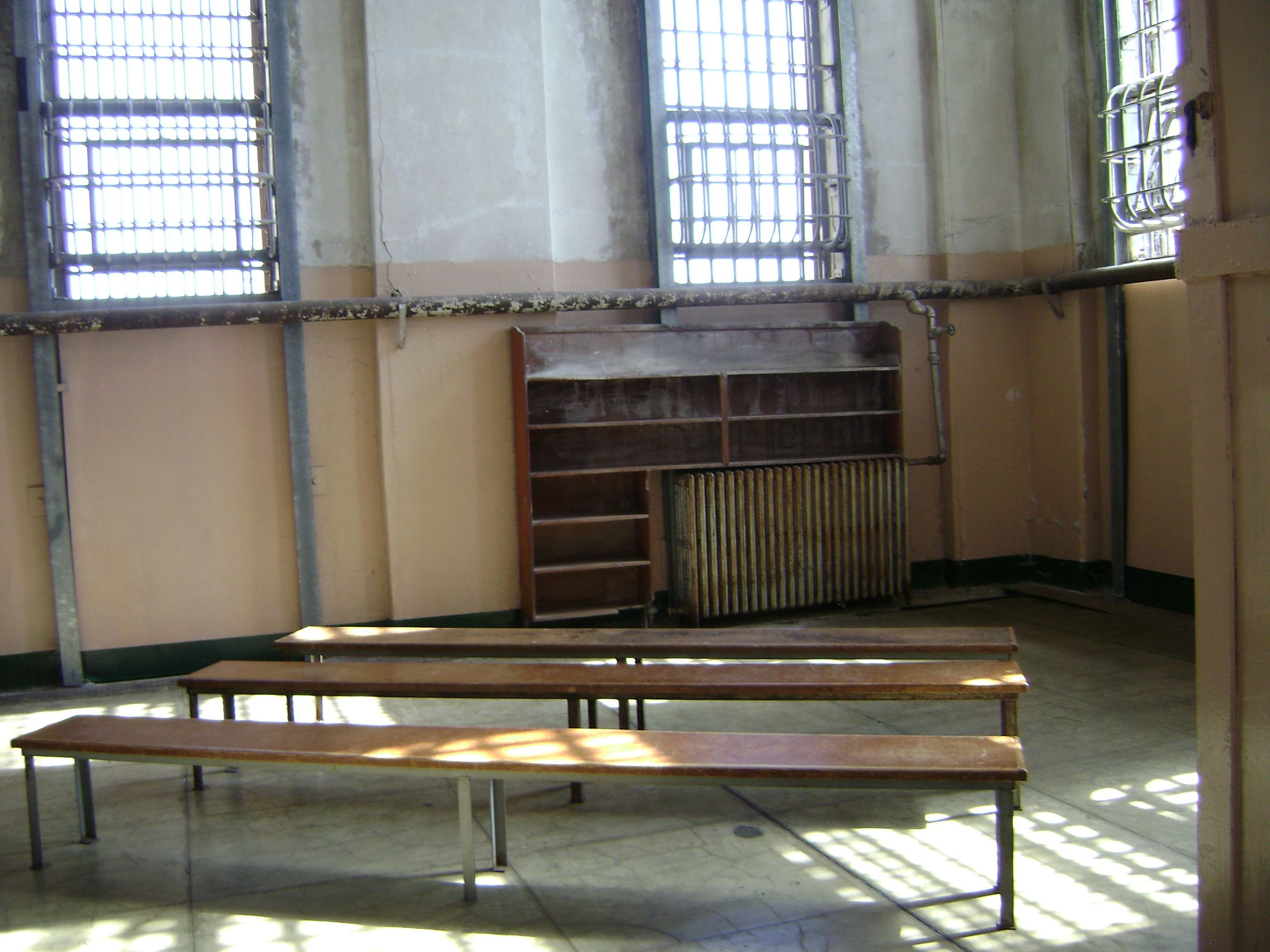
La biblioteca di Alcatraz

La biblioteca di Alcatraz era una biblioteca destinata ai carcerati della prigione di Alcatraz. Essa era posta alla fine del blocco D. Entrando ad Alcatraz, ogni carcerato riceveva una tessera della biblioteca ed un catalogo dei libri che vi poteva trovare. Un prigioniero ordinava un libro mettendo la propria carta con un titolo all'interno di un'apposita cassetta all'ingresso della sala da pranzo ed un bibliotecario provvedeva a recapitarglielo poi in cella. La biblioteca aveva una collezione di 10.000-15.000 libri, in gran parte risalenti a quando Alcatraz era alle dirette dipendenze dell'esercito.
Ai carcerati era permesso detenere un massimo di tre libri oltre a 12 libri di testo, una Bibbia e un dizionario. Potevano iscriversi a delle riviste ma le pagine relative al crimine erano strappate e non erano proibiti i quotidiani. Tutto ciò che trattava di crimine e di violenza era censurato da tutti i libri e dalle riviste e la stessa biblioteca era gestita da un cappellano che ne regolava questo aspetto e si assicurava della conformità del materiale ai regolamenti. La mancata restituzione di un volume poteva portare alla rimozione del privilegio. Nel diario della prigione si trova, per l'anno 1960, il seguente appunto: "Questi uomini si occupano più seriamente di letteratura di quanto non facciano le persone ordinarie nella nostra comunità. Filosofi come Kant, Schopenhauer, Hegel, ecc. sono tra i più popolari." Tra gli altri autori si ricordano Jack London, Sinclair Lewis, Washington Irving, Zane Grey, Hamilton Garland, Alexandre Dumas, Daniel Defoe, Joseph Conrad, Cervantes e riviste come Adventure to Time, Better Homes and Gardens e Library Digest. In seguito fu aggiunta una biblioteca con volumi di argomento giuridico nel A-Block.
Una scena nella biblioteca appare nel film del 1979 con Clint Eastwood Fuga da Alcatraz dove Eastwood impersona Frank Morris.